# Stromiec
Stromiec – wieś sołecka w Polsce, położona w województwie mazowieckim, w powiecie białobrzeskim, w gminy Stromiec. Siedziba gminy Stromiec. Wieś zamieszkana jest przez 909 mieszkańców (2006).
Znajduje się na Mazowszu na terenie historycznego Zapilicza.
Wieś jest siedzibą rzymskokatolickiej parafii św. Jana Chrzciciela.

## Części wsi
| SIMC    | Nazwa               | Rodzaj    |
| ------- | ------------------- | --------- |
| 0639050 | Folwarki            | część wsi |
| 0639067 | Stromiec Poduchowny | część wsi |
| 0639073 | Ugajnik             | część wsi |

## Historia
Osada na terenie historycznego Zapilicza istniała już w XII wieku, założona przez osadników z Mazowsza na wyrębach i karczowiskach. Parafia założona w 1242 przez Konrada Mazowieckiego, potwierdzona w 1511 przez Zygmunta Starego. Duże obszary Puszczy Stromeckiej jako królewszczyzny oddawane były pod zastaw lub w dzierżawę.
Okres rozkwitu miejscowości to XVI wieku i 1 połowa XVII wieku, gdy powstały tu pale i bindugi, skąd spławiano płody rolne i leśne ku Wiśle szlakiem „pływanek pilickich”. Pod koniec XVI wieku dzierżawcą dóbr był Marcin Falęcki, później Krzysztof Terek.
W czasie wojen szwedzkich osada leśna została zniszczona, a w miejscowym dworze stanął król szwedzki Karol X Gustaw. Pod koniec XVII wieku osadę przejął Feliks Boski, który ją odbudował, uruchomił młyn, tartak i organizował cotygodniowe targi. Królowie Zygmunt II August i Jan III Sobieski nadali mieszkańcom osady przywileje na korzystanie z zasobów leśnych. Feliks Boski został starostą niegrodowym, podobnie jak wcześniej Pułascy i Górscy.
W okresie powstania styczniowego działały w okolicznej puszczy liczne oddziały partyzanckie, z okolicznej wsi Niedabyl pochodził Dionizy Czachowski – jeden z bohaterów tego powstania. W 1918 w Stromcu ustanowiono siedzibę gminy Stromiec. Miejscowość specjalizowała się w rzemiośle – głównie w garbarstwie, produkcji obuwia i krawiectwie.
W czasie wojny obronnej w 1939 w Puszczy walczyły oddziały 13 DP z Armii „Prusy”, ponosząc ciężkie straty w trakcie odwrotu ku Wiśle. W okresie okupacji hitlerowskiej działał tu Podobwód III AK „Bory” majora Józefa Wychowskiego „Wiesława”. 15 lutego 1943 partyzanci GL zajęli budynek gminy i zniszczyli dokumenty. W okresie II wojny światowej zginęło 138 mieszkańców gminy, co upamiętnia obelisk na skwerze (1988).
Podczas okupacji hitlerowskiej, pod koniec 1941 roku Niemcy utworzyli getto dla żydowskich mieszkańców. Przebywało w nim około 350 Żydów. W październiku 1942 zostali wywiezieni do getta w Białobrzegach, a stamtąd do obozu zagłady Treblinka II i tam zamordowani.
W latach 1954–1972 wieś należała i była siedzibą władz gromady Stromiec. W latach 1975–1998 miejscowość administracyjnie należała do województwa radomskiego.

## Ważniejsze obiekty
We wsi istnieje kościół św. Jana Chrzciciela wzniesiony w stylu neogotyckim w latach 1900–1905 przez Rudolfa Majera, w miejscu zniszczonych poprzednich świątyń drewnianych z lat 1242, 1521 i 1596 (zniszczona w 1655, odbudowana w 1688). Parafia w Stromcu wchodzi obecnie w skład dekanatu jedlińskiego w diecezji radomskiej Kościoła katolickiego.
Działa tu szkoła podstawowa, jedna z pięciu w gminie Stromiec. Działalność profilaktyczno-leczniczą prowadzi Samodzielny Publiczny Zakład Opieki Zdrowotnej z siedzibą w Stromcu, ma tu swoje siedziby też Gminny Ośrodek Pomocy Społecznej, Urząd Pocztowy, Gminna Biblioteka Publiczna z kawiarenką internetową, Stowarzyszenie „Stromiecczyzna”, posterunek Policji i Ochotnicza Straż Pożarna. Urząd Gminy mieści się w budynku oddanym do użytku w 1992 r. w 750 rocznicę powstania osady Stromiec.